# Odvan
Odvan Gomes Silva Nascimento (Campos dos Goytacazes, 26 de março de 1974) é um ex-futebolista brasileiro que atuava como zagueiro.

## Vida pessoal
Odvan Gomes Silva Nascimento nasceu em Campos dos Goytacazes, Rio de Janeiro, no dia 26 de março de 1974. Tanto sua mãe quanto seu tio eram fãs do cantor Roberto Carlos e, ao descobrirem que o menino nascera no momento em que a canção "O Divã" estava tocando, decidiram nomeá-lo em homenagem.

## Carreira

### Americano
Revelado pelo Americano de Campos dos Goytacazes em 1993, Odvan teve passagens por Mineiros, de Goiás, em 1995, e Mimosense, do Espírito Santo, em 1996.
Retornou ao Americano em 1997, onde disputou o Campeonato Carioca e chamou a atenção do Vasco da Gama.

### Vasco da Gama
Após o término da competição, se transferiu para o Vasco, formando dupla de zaga ao lado do experiente Mauro Galvão. Pelo clube da Cruz Pátea, Odvan conquistou vários títulos, entre eles o Campeonato Brasileiro de 1997, o Carioca de 1998, a Libertadores de 1998, o Torneio Rio-São Paulo de 1999, a Copa Mercosul de 2000 e a Campeonato Brasileiro de 2000.
Sua boa passagem pelo Vasco rendeu-lhe oportunidades pela Seleção Brasileira. O zagueiro atuou 12 vezes, entre os anos de 1998 e 1999, quando esta era comandada por Vanderlei Luxemburgo. O técnico, inclusive, utilizou Odvan para denominar o que considerava um zagueiro ideal ao dizer:

"Odvan é um zagueiro-zagueiro."— Vanderlei Luxemburgo

### Madureira
Em 2006, transferiu-se para o Madureira. Por lá, Odvan, com sua experiência ao lado do meio-campista Djair, ajudou o Tricolor Suburbano a viver um dos momentos mais prósperos de sua história. Em 2006, a equipe venceu a Taça Rio, e, consequentemente, foi vice-campeã carioca. Em 2007, foi vice-campeão da Taça Guanabara. No mesmo ano, o jogador defendeu o Rio Bananal, e, ajudou o clube, logo em seu primeiro ano de existência, a subir para a Primeira Divisão do Campeonato Capixaba.

### Retorno ao Vasco
Em setembro de 2008, Odvan voltou ao Vasco da Gama ao lado de Edmundo e Pedrinho, com quem ganhou o Brasileiro de 1997. Sua missão era ajudar o clube carioca a não ser rebaixado para a Série B do Campeonato Brasileiro. Em sua segunda passagem pelo Gigante da Colina, atuou por 7 vezes, completando um total de 280 jogos pelo clube, com 13 gols marcados. Porém, não conseguiu evitar o rebaixamento do Vasco para a segunda divisão.

### União Rondonópolis
Em 2009, após cair com o clube cruzmaltino para a segundona, o zagueiro acertou contrato com o União Rondonópolis, do Mato Grosso, onde foi o capitão da equipe.

### Armando Zanata
Em 2010, defendeu o clube capixaba Armando Zanata, na Copa Sul. A equipe foi vice-campeã do torneio, perdendo a final para o Ypiranga de Barra do Itapemirim.

### São João da Barra FC
Em 2011, disputou o Campeonato Carioca da Série B pelo EC São João da Barra.

### Goytacaz
Em 2012 disputou o Campeonato Carioca da Série B e a Copa Rio 2012 pelo Goytacaz Futebol Clube.

### São José
No segundo semestre de 2013, o veterano jogador disputou a segunda divisão do campeonato tocantinense pelo São José. O jogador chegou até o clube por indicação de um amigo, o presidente Djacir afirmou que o atleta vem com status de "estrela" e servirá como exemplo aos jogadores do clube. Após a disputa da Série B Campeonato Tocantinense, encerrou sua vitoriosa carreira aos 40 anos.

## Estatísticas
Aparições e gols por clube, temporada e competição
| Clube             | Temporada      | Liga Nacional  | Liga Nacional | Liga Nacional | Liga Estadual e Regional | Liga Estadual e Regional | Copa Nacional[a] | Copa Nacional[a] | Supercopa Nacional | Supercopa Nacional | Competições Internacionais[b] | Competições Internacionais[b] | Outros Torneios[c] | Outros Torneios[c] | Total | Total |
| Clube             | Temporada      | Divisão        | Jogos         | Gols          | Jogos                    | Gols                     | Jogos            | Gols             | Jogos              | Gols               | Jogos                         | Gols                          | Jogos              | Gols               | Jogos | Gols  |
| ----------------- | -------------- | -------------- | ------------- | ------------- | ------------------------ | ------------------------ | ---------------- | ---------------- | ------------------ | ------------------ | ----------------------------- | ----------------------------- | ------------------ | ------------------ | ----- | ----- |
| Americano         | 1997           | Série B        | 0             | 0             | 19                       | 2                        | 0                | 0                | 0                  | 0                  | 0                             | 0                             | 0                  | 0                  | 19    | 2     |
| Americano         | Total          | Total          | 0             | 0             | 19                       | 2                        | 0                | 0                | 0                  | 0                  | 0                             | 0                             | 0                  | 0                  | 19    | 2     |
| Vasco da Gama     | 1997           | Série A        | 22            | 1             | 0                        | 0                        | 0                | 0                | 0                  | 0                  | 10                            | 1                             | 3                  | 0                  | 35    | 2     |
| Vasco da Gama     | 1998           | Série A        | 20            | 0             | 17                       | 1                        | 8                | 0                | 0                  | 0                  | 12                            | 0                             | 3                  | 0                  | 60    | 1     |
| Vasco da Gama     | 1999           | Série A        | 26            | 1             | 26                       | 2                        | 3                | 0                | 0                  | 0                  | 6                             | 0                             | 4                  | 1                  | 65    | 4     |
| Vasco da Gama     | 2000           | Série A        | 30            | 0             | 22                       | 2                        | 5                | 0                | 0                  | 0                  | 15                            | 1                             | 6                  | 2                  | 78    | 5     |
| Vasco da Gama     | 2001           | Série A        | 18            | 0             | 5                        | 0                        | 0                | 0                | 0                  | 0                  | 9                             | 1                             | 2                  | 0                  | 34    | 1     |
| Vasco da Gama     | Total          | Total          | 116           | 2             | 70                       | 5                        | 16               | 0                | 0                  | 0                  | 52                            | 3                             | 18                 | 3                  | 272   | 13    |
| Santos            | 2002           | Série A        | 0             | 0             | 13                       | 1                        | 4                | 2                | 0                  | 0                  | 0                             | 0                             | 0                  | 0                  | 17    | 3     |
| Santos            | Total          | Total          | 0             | 0             | 13                       | 1                        | 4                | 2                | 0                  | 0                  | 0                             | 0                             | 0                  | 0                  | 17    | 3     |
| Botafogo          | 2002           | Série A        | 22            | 1             | 0                        | 0                        | 0                | 0                | 0                  | 0                  | 0                             | 0                             | 0                  | 0                  | 22    | 1     |
| Botafogo          | Total          | Total          | 22            | 1             | 0                        | 0                        | 0                | 0                | 0                  | 0                  | 0                             | 0                             | 0                  | 0                  | 22    | 1     |
| Coritiba          | 2003           | Série A        | 26            | 1             | 0                        | 0                        | 0                | 0                | 0                  | 0                  | 0                             | 0                             | 0                  | 0                  | 26    | 1     |
| Coritiba          | Total          | Total          | 26            | 1             | 0                        | 0                        | 0                | 0                | 0                  | 0                  | 0                             | 0                             | 0                  | 0                  | 26    | 1     |
| Fluminense        | 2004           | Série A        | 32            | 0             | 5                        | 0                        | 4                | 0                | 0                  | 0                  | 0                             | 0                             | 0                  | 0                  | 41    | 0     |
| Fluminense        | Total          | Total          | 32            | 0             | 5                        | 0                        | 4                | 0                | 0                  | 0                  | 0                             | 0                             | 0                  | 0                  | 41    | 0     |
| D.C. United       | 2005           | MLS            | 0             | 0             | —                        | —                        | 0                | 0                | 0                  | 0                  | 0                             | 0                             | 0                  | 0                  | 0     | 0     |
| D.C. United       | Total          | Total          | 0             | 0             | —                        | —                        | 0                | 0                | 0                  | 0                  | 0                             | 0                             | 0                  | 0                  | 0     | 0     |
| Náutico           | 2005           | Série B        | 0             | 0             | 0                        | 0                        | 0                | 0                | 0                  | 0                  | 0                             | 0                             | 0                  | 0                  | 0     | 0     |
| Náutico           | Total          | Total          | 0             | 0             | 0                        | 0                        | 0                | 0                | 0                  | 0                  | 0                             | 0                             | 0                  | 0                  | 0     | 0     |
| Estrela Amadora   | 2005-06        | 1ª Liga        | 0             | 0             | —                        | —                        | 0                | 0                | 0                  | 0                  | 0                             | 0                             | 0                  | 0                  | 0     | 0     |
| Estrela Amadora   | Total          | Total          | 0             | 0             | —                        | —                        | 0                | 0                | 0                  | 0                  | 0                             | 0                             | 0                  | 0                  | 0     | 0     |
| Madureira         | 2006           | SD             | 0             | 0             | 15                       | 0                        | 0                | 0                | 0                  | 0                  | 0                             | 0                             | 0                  | 0                  | 15    | 0     |
| Madureira         | Total          | Total          | 0             | 0             | 15                       | 0                        | 0                | 0                | 0                  | 0                  | 0                             | 0                             | 0                  | 0                  | 15    | 0     |
| Bangu             | 2006           | SD             | 0             | 0             | 16                       | 3                        | 0                | 0                | 0                  | 0                  | 0                             | 0                             | 0                  | 0                  | 16    | 3     |
| Bangu             | Total          | Total          | 0             | 0             | 16                       | 3                        | 0                | 0                | 0                  | 0                  | 0                             | 0                             | 0                  | 0                  | 16    | 3     |
| Madureira         | 2007           | SD             | 0             | 0             | 13                       | 1                        | 0                | 0                | 0                  | 0                  | 0                             | 0                             | 0                  | 0                  | 13    | 1     |
| Madureira         | Total          | Total          | 0             | 0             | 13                       | 1                        | 0                | 0                | 0                  | 0                  | 0                             | 0                             | 0                  | 0                  | 13    | 1     |
| Rio Bananal       | 2007           | SD             | 0             | 0             | 9                        | 0                        | 0                | 0                | 0                  | 0                  | 0                             | 0                             | 0                  | 0                  | 9     | 0     |
| Rio Bananal       | Total          | Total          | 0             | 0             | 9                        | 9                        | 0                | 0                | 0                  | 0                  | 0                             | 0                             | 0                  | 0                  | 9     | 0     |
| Ituano            | 2007           | Série B        | 7             | 1             | 0                        | 0                        | 0                | 0                | 0                  | 0                  | 0                             | 0                             | 0                  | 0                  | 7     | 1     |
| Ituano            | Total          | Total          | 7             | 1             | 0                        | 0                        | 0                | 0                | 0                  | 0                  | 0                             | 0                             | 0                  | 0                  | 7     | 1     |
| Madureira         | 2008           | Série C        | 0             | 0             | 10                       | 0                        | 2                | 0                | 0                  | 0                  | 0                             | 0                             | 0                  | 0                  | 12    | 0     |
| Madureira         | Total          | Total          | 0             | 0             | 10                       | 0                        | 2                | 0                | 0                  | 0                  | 0                             | 0                             | 0                  | 0                  | 12    | 0     |
| Cabofriense       | 2008           | SD             | 0             | 0             | 0                        | 0                        | 0                | 0                | 0                  | 0                  | 0                             | 0                             | 4                  | 0                  | 4     | 0     |
| Cabofriense       | Total          | Total          | 0             | 0             | 0                        | 0                        | 0                | 0                | 0                  | 0                  | 0                             | 0                             | 4                  | 0                  | 4     | 0     |
| Vasco da Gama     | 2008           | Série A        | 7             | 0             | 0                        | 0                        | 0                | 0                | 0                  | 0                  | 0                             | 0                             | 0                  | 0                  | 7     | 0     |
| Vasco da Gama     | Total          | Total          | 7             | 0             | 0                        | 0                        | 0                | 0                | 0                  | 0                  | 0                             | 0                             | 0                  | 0                  | 7     | 0     |
| União Rondonópoli | 2009           | SD             | 0             | 0             | 9                        | 0                        | 2                | 0                | 0                  | 0                  | 0                             | 0                             | 0                  | 0                  | 11    | 0     |
| União Rondonópoli | Total          | Total          | 0             | 0             | 9                        | 0                        | 2                | 0                | 0                  | 0                  | 0                             | 0                             | 0                  | 0                  | 11    | 0     |
| Armando Zanata    | 2010           | SD             | 0             | 0             | 0                        | 0                        | 0                | 0                | 0                  | 0                  | 0                             | 0                             |                    |                    |       |       |
| Armando Zanata    | Total          | Total          | 0             | 0             | 0                        | 0                        | 0                | 0                | 0                  | 0                  | 0                             | 0                             |                    |                    |       |       |
| São João da Barra | 2011           | SD             | 0             | 0             | 19                       | 1                        | 0                | 0                | 0                  | 0                  | 0                             | 0                             | 0                  | 0                  | 19    | 1     |
| São João da Barra | Total          | Total          | 0             | 0             | 19                       | 1                        | 0                | 0                | 0                  | 0                  | 0                             | 0                             | 0                  | 0                  | 19    | 1     |
| Goytacaz          | 2012           | SD             | 0             | 0             |                          |                          | 0                | 0                | 0                  | 0                  | 0                             | 0                             | 0                  | 0                  |       |       |
| Goytacaz          | Total          | Total          | 0             | 0             |                          |                          | 0                | 0                | 0                  | 0                  | 0                             | 0                             | 0                  | 0                  |       |       |
| São José TO       | 2013           | SD             | 0             | 0             | 12                       | 0                        | 0                | 0                | 0                  | 0                  | 0                             | 0                             | 0                  | 0                  | 12    | 0     |
| São José TO       | Total          | Total          | 0             | 0             | 12                       | 0                        | 0                | 0                | 0                  | 0                  | 0                             | 0                             | 0                  | 0                  | 12    | 0     |
| Carreira Total    | Carreira Total | Carreira Total | 210           | 5             | 210                      | 13                       | 28               | 2                | 0                  | 0                  | 52                            | 3                             | 22                 | 3                  | 522   | 26    |

- a. ^ Jogos da Copa do Brasil, Taça de Portugal e Lamar Hunt U.S. Open Cup
- b. ^ Jogos da Copa Libertadores da América, Recopa Sul-Americana, Copa Intercontinental, Copa Mercosul, Copa Sul-Americana, Copa CONMEBOL, Supercopa Sul-Americana e Copa do Mundo de Clubes da FIFA
- c. ^ Jogos de Torneios Amistosos

### Seleção - (Brasil)
| Ano   | Jogos | Gols |
| ----- | ----- | ---- |
| 1998  | 1     | 0    |
| 1999  | 11    | 0    |
| Total | 12    | 0    |

| Nº | Data                  | Competição             | Local                             |        | Placar | Adversário     | Gols | Ref.   |
| -- | --------------------- | ---------------------- | --------------------------------- | ------ | ------ | -------------- | ---- | ------ |
| 1  | 14 de outubro de 1998 | Amistoso               | Washington, D.C. (Estados Unidos) | Brasil | 5 – 1  | Equador        | 0    | [ 13 ] |
| 2  | 28 de março de 1999   | Amistoso               | Seul (Coreia do Sul)              | Brasil | 0 – 1  | Coreia do Sul  | 0    | [ 14 ] |
| 3  | 31 de março de 1999   | Amistoso               | Tóquio (Japão)                    | Brasil | 2 – 0  | Japão          | 0    | [ 15 ] |
| 4  | 28 de abril de 1999   | Amistoso               | Barcelona (Espanha)               | Brasil | 2 – 2  | Barcelona      | 0    | [ 16 ] |
| 5  | 26 de junho de 1999   | Amistoso               | Curitiba (Brasil)                 | Brasil | 3 – 0  | Letônia        | 0    | [ 17 ] |
| 6  | 30 de junho de 1999   | Copa América           | Ciudad del Este (Paraguai)        | Brasil | 7 – 0  | Venezuela      | 0    | [ 18 ] |
| 7  | 3 de julho de 1999    | Copa América           | Ciudad del Este (Paraguai)        | Brasil | 2 – 1  | México         | 0    | [ 19 ] |
| 8  | 6 de julho de 1999    | Copa América           | Ciudad del Este (Paraguai)        | Brasil | 1 – 0  | Chile          | 0    | [ 20 ] |
| 9  | 24 de julho de 1999   | Copa das Confederações | Guadalajara (México)              | Brasil | 4 – 0  | Alemanha       | 0    | [ 21 ] |
| 10 | 28 de julho de 1999   | Copa das Confederações | Guadalajara (México)              | Brasil | 1 – 0  | Estados Unidos | 0    | [ 22 ] |
| 11 | 1º de agosto de 1999  | Copa das Confederações | Guadalajara (México)              | Brasil | 8 – 2  | Arábia Saudita | 0    | [ 23 ] |
| 12 | 4 de agosto de 1999   | Copa das Confederações | Cidade do México (México)         | Brasil | 3 – 4  | México         | 0    | [ 24 ] |

## Títulos
Americano

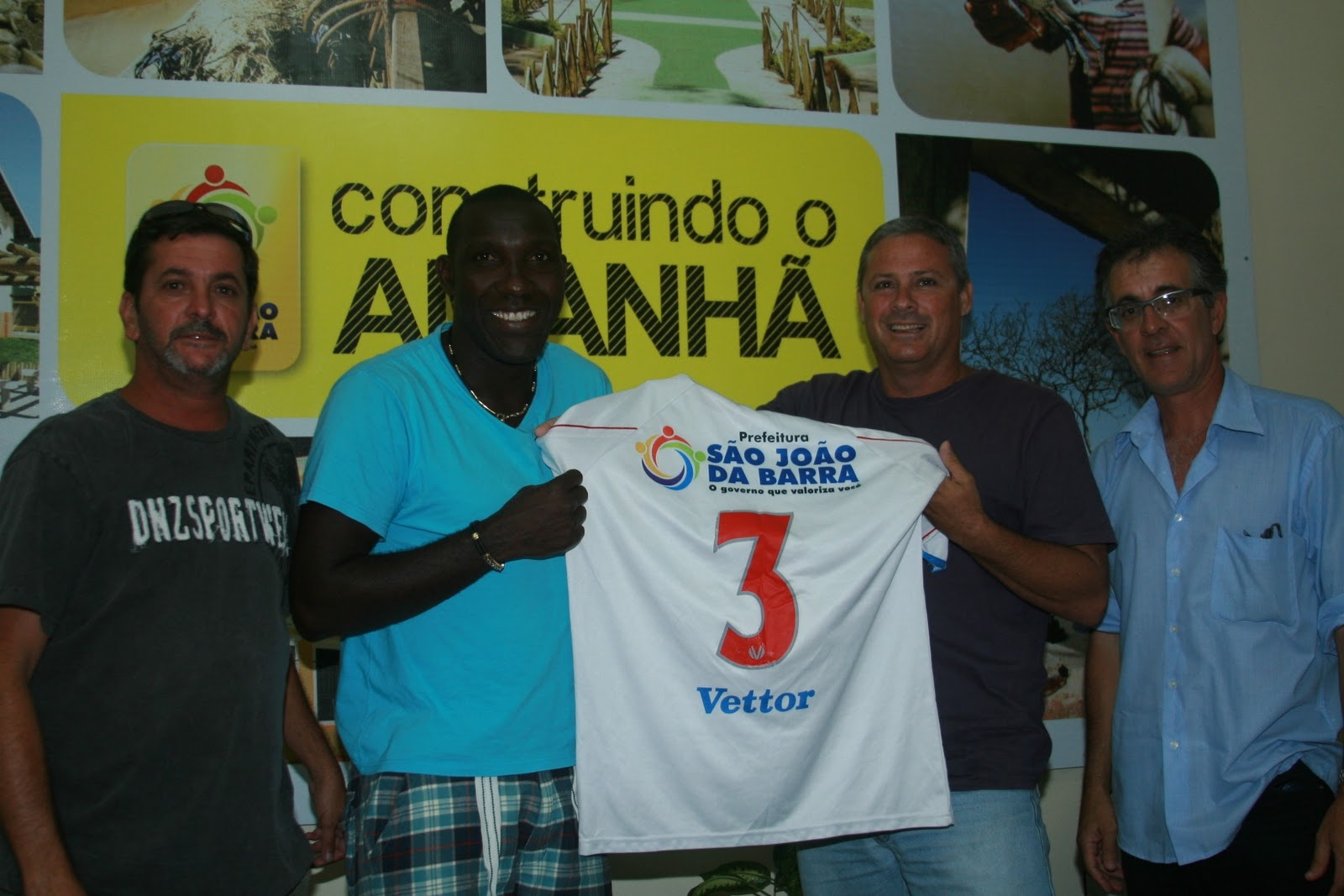
Odvan se apresenta ao EC São João da Barra.

- Campeonato Brasileiro de Seleções Estaduais:1994
- Torneio do Oriente Médio:1994

Vasco da Gama
- Campeonato Brasileiro: 1997 e 2000
- Troféu Bortolotti: 1997
- Campeonato Carioca: 1998
- Taça Guanabara: 1998 e 2000
- Taça Rio: 1998, 1999 e 2001
- Copa Libertadores da América: 1998
- Torneio Rio-São Paulo: 1999
- Copa Mercosul: 2000

Seleção Brasileira
- Copa América: 1999

Madureira
- Taça Rio: 2006